# Sungai Gebar
Sungai Gebar is een bestuurslaag in het regentschap Tanjung Jabung Barat van de provincie Jambi, Indonesië. Sungai Gebar telt 1748 inwoners (volkstelling 2010).